# Milionia euglennia
Milionia euglennia är en fjärilsart som beskrevs av Rothschild och Jordan 1907. Milionia euglennia ingår i släktet Milionia och familjen mätare. Inga underarter finns listade i Catalogue of Life.